# Estación Arroyo El Rey
Arroyo El Rey era una estación de ferrocarril ubicada en las áreas rurales del Departamento General Obligado, provincia de Santa Fe, Argentina. Se encontraba en inmediaciones del Arroyo El Rey.

## Servicios
Era una estación intermedia del Ramal F15 del Ferrocarril General Belgrano.